# 1202-й стрелковый полк
1202-й стрелковый полк — воинская часть 361-й стрелковой дивизии 1-го формирования СССР в Великой Отечественной войне

## История формирования
Сформирована в сентябре-октябре 1941 года в Башкирской АССР (Приволжский военный округ) в рамках реализации постановления ГКО СССР № 459сс от 11.08.1941 :

Трудящиеся Башкирии, как и все советские люди, шли в ряды Красной Армии с огромным патриотическим подъёмом. На призывных пунктах, на предприятиях, в колхозах — всюду проводы уходящих на фронт выливались в яркую демонстрацию любви и преданности своей Родине... 
...Многие из военнообязанных, не дожидаясь повесток, приходили в военкомат с просьбой отправить их на фронт.
...Теплый августовский день. Призывной пункт Кировского района Уфы.— Книга:Василевский А.А.:21-я гвардейская
Бывший управляющий Верхнетатышлинским отделением Госбанка В.С. Ихсанов вспоминает:

В первых числах сентября 1941 года из нашего села Верхние Татышлы было призвано 14 человек. Эта группа  под моим командованием направлялась в Уфу в состав 361-й стрелковой дивизии. Никогда не забуду солнечный день 4 сентября 1941 года, когда мы уходили из родного села. Односельчане и жители соседних деревень собрались на митинг, посвященный отправке нас в армию.— 

## Боевой и численный состав на момент формирования
К концу сентября 1941 года часть была укомплектована личным составом, в ней насчитывалось ??00 человок. Часть располагались в городе Уфе? и пригородных населённых пунктах: Чишмах?, Сафарово?, Булгаково? и Нижегородке?
- 1202-й стрелковый полк — командир полка подполковник Отбоев П.П.

По завершении формирования директивой СВГК № 004279 от 02.11.1941 в составе 361-й стрелковой дивизии включена в 39-ю резервную армию и получила приказ на передислокацию из пригородов Уфы в Пошехонье-Володарск Ярославской области.
8 ноября 1941 года со станции Дема отправился первый эшелон.
Эшелон за эшелоном уходили на запад. Последний железнодорожный эшелон отправился со станции Чишмы 11 ноября 1941 года.
Проехали Куйбышев, Рязань, Коломну, Воскресенск.

### Боевые эпизоды
В ночь на 17 декабря 1941 года полк в составе 361-й стрелковой дивизии выступил походным маршем в район Рыбинска, преодолев за двое суток 80 км, затем воинскими эшелонами в составе 361-й стрелковой дивизии был переброшен в район южнее Торжка.
21 декабря 1941 года полк в составе 361-й стрелковой дивизии, выгрузившись из железнодорожных эшелонов, сосредоточился в районе южнее Торжка, в 40 километрах от линии фронта.
В полдень 23 декабря 1941 года командира и комиссара 361-й дивизии вызвали в штаб армии, размещавшийся в районе Песчанки.

Командующий армией генерал-лейтенант И.И. Масленников ознакомил командира и комиссара 361-й дивизии с общей обстановкой под Москвой, На Калининском фронте и поставил дивизии боевую задачу.
Задача 361-й дивизии
Дивизия усиливалась 1-м и 3-м дивизионами 360-го артиллерийского полка, 103-м гвардейским миномётным дивизионом и 143-м танковым батальоном.
Утром 24 декабря 1941 года командир дивизии провёл рекогносцировку.

В рекогносцировке, проведённой командиром дивизии приняли участие командиры частей, начальники родов войск войск и службы, некоторые офицеры штаба.

В соответствии с замыслом решения командира дивизии главный удар наносился правым флангом в направлении Елизаветино, Павлушково.
1202-му полку было приказано во взаимодействии с 1204-м полком овладеть опорными пунктами Елизаветино, Редькино, Копыряне, в дальнейшем наступать в направлении Глинки.
Совершив 40-километровый марш из района Торжка, полк в составе 361-й стрелковой дивизии утром 25 декабря 1941 года занял исходное положение для наступления.
Наступление было назначено на 26 декабря 1941 года.
На рассвете 26 декабря 1941 года после артиллерийской подготовки полки 361-й стрелковой дивизии перешли в наступление. Противник оказал упорное сопротивление. В этот день сокрушить вражескую оборону не удалось.
Выдвинув в боевые порядки пехоты на прямую наводку большую часть артиллерии, утром 27 декабря 1941 года 361-я стрелковая дивизия возобновила наступление, сосредоточив основные усилия на разгроме противника в мощном опорном пункте Елизаветино.

От метких выстрелов артиллеристов одна за другой умолкали вражеские огневые точки. 1-я батарея 925-го артиллерийского полка под командованием младшего лейтенанта В.М. Савочкина прямой наводкой разбил три вражеских дзота.
Вечером 27 декабря 1941 года подполковник Д.В. Михайлов поставил задачу полкам на следующий день: для развития наступления на направлении обозначившегося успеха — Павлушково, Грешнево — ввести в  бой второй эшелон — 1200-й полк.
С утра 28 декабря 1941 года части 361-й стрелковой дивизии возобновили наступление. Противник остатками 312-го пехотного полка, а также выдвинутыми в полосу дивизии подразделениями 62-го моторизованного полка и батальоном белофиннов оказывал упорное сопротивление, стремясь задержать продвижение частей дивизии.
Не менее успешно действовали 1202-й полк и 1204-й полки. С утра 28 декабря 1941 года они частью сил начали громить гитлеровцев в блокированных опорных пунктах.
Вечером 30 декабря 1941 года начальник разведки доложил командиру 361-й стрелковой дивизии, что по данным, полученным от разведывательных групп, действовавшим в тылу противника, по шоссе Павлушково — Степино движутся в южном направлении вражеские автомобили, обозы, войска. Подполковник Д.В. Михайлов решил разгромить отступающие части противника и не допустить отхода их на промежуточный оборонительный рубеж
Утром 1 января 1942 года офицер связи штаба 39-й армии привез на командный пункт 361-й стрелковой дивизии боевое распоряжение  командармам
С утра 3 января 1942 года после артиллерийской подготовки перешёл в наступление на правом фланге 1202-й полк.
К исходу 3 января 1942 года части 361-й стрелковой дивизии вышли на рубеж Воскресенское, Зыбино.
Вечером 4 января 1942 года командир 361-й стрелковой дивизии поставил перед частями задачу: 1200-й полк должен был овладеть районом Харламово и, перерезав шоссейную дорогу Ржев — Рига в районе Бахмутово, выступить к Волге и с ходу форсировать её в районе Соломиново, 1204-й полк — наступать в направлении Нов. Коростелево, Нов. Фильково, форсировать Волгу в районе Ножкино и захватить Кокошкино. 1202-й полк составлял второй эшелон.

#### Под Ржевом
8 января 1942 года без оперативный паузы после контрнаступления началась Ржевско-Вяземская операция — завершающий период битвы под Москвой. В операции участвовали
39-я армия Калининского фронта имела задачу ударом трёх дивизий с юга и юго-запада по Ржеву во взаимодействии с 29-й армией окружить и уничтожить ржевскую группировку противника и к исходу 12 января 1942 года овладеть городом. Одновременно армия
361-й дивизии было приказано наступать в направлении Лигостаево, Медведево, Захарово и к исходу 12 января 1942 года во взаимодействии с 381-й дивизией овладеть юго-восточной частью Ржева.
Справа наступала 183-я дивизия, справа — 381-я.
В первом эшелоне находились 1202-й и 1204-й полки, во втором - 1200-й.
1202-й полк овладел деревней Якимова, а 1204-й - деревни Аленино, Каменское.
5 февраля 1942 года командующий армией уточнил задачу 361-й стрелковой дивизии
За боевые заслуги приказом народного комиссара обороны № 078 от 17 марта 1942 года преобразована в 64-й гвардейский стрелковый полк.

## Командный состав

### Командир полка
- подполковник Отбоев П.П.[2]

### Военком полка
- [2]

## Боевой и численный состав
- 1202-й стрелковый полк — командир полка подполковник Отбоев П.П.

## В донесениях о безвозвратных потерях
Именной список безвозвратных потерь по 59 гвардейскому стрелковому полку 21 Гвардейской стрелковой дивизии с 26 декабря 1941 года по 1 мая 1942 года. Архивная копия от 4 марта 2016 на Wayback Machine
- 64-й гвардейский стрелковый полк — 838 человек — с 83 по 167 лист